# Virginia Crespeau
 (décembre 2015).
Si vous disposez d'ouvrages ou d'articles de référence ou si vous connaissez des sites web de qualité traitant du thème abordé ici, merci de compléter l'article en donnant les références utiles à sa vérifiabilité et en les liant à la section « Notes et références ».
Pour les articles homonymes, voir Crépeau.
Virginia Crespeau est une présentatrice de télévision, réalisatrice multimédia, née en 1951 à Alger.

## Biographie
Se destinant à une carrière de comédienne, Virginia Crespeau entre au Conservatoire régional d'art dramatique de Marseille, mais n'est pas reçue au concours d'entrée du Conservatoire national supérieur d'art dramatique à Paris.
Elle commence sa carrière à la télévision en 1975, en animant les premières émissions pour la jeunesse d'Antenne 2, produites par Gérard Calvet : Vacances animées, aux côtés de la marionnette Crocosel. Pour l'occasion, elle interprète avec ce dernier les génériques de l'émission composés par Jean-Pierre Stora, Vacances, Vacances et C'est fatigant les vacances.
Elle devient ensuite speakerine à partir de 1978 sur Antenne 2 (la 2e chaîne de télévision de l'époque), puis journaliste-animatrice du magazine hebdomadaire d'actualité animale Des animaux et des hommes, toujours sur Antenne 2, avec Allain Bougrain-Dubourg, puis co-productrice et animatrice de trois heures d'émissions quotidiennes matinales en direct sur Antenne 2 avec Matin Bonheur, au cours desquelles elle reçoit de nombreux invités et anime diverses rubriques.
Dans les années 1990, elle anime les tirages du Loto sur TF1.
Elle conçoit en équipe et anime (1992) l'émission Présence protestante, le dimanche matin sur France 2.
Membre de la Société civile des auteurs multimédia, Virginia Crespeau réalise une quarantaine de documentaires sur des sujets de société tels que les addictions, la biométrie, la réinsertion, les non-dits, la délation... ainsi que sur des sujets historiques : J. Kepler, Jeanne d'Albret, Stevenson, Castellion, J.J. Rousseau, etc. ; et des portraits de contemporains : Didier Decoin, Gisèle & Jean-Claude Casadesus, Éric-Emmanuel Schmitt, Jean d'Ormesson...

## Filmographie
- Délation, film documentaire de 30 min, tourné en 2005, diffusé sur la chaîne de service public France 2, reçoit le 29 mars 2006 au Sénat le laurier civique de la radio et de la télévision françaises, remis par l’ancienne ministre Simone Veil en présence du ministre de la Culture.
- Gisèle Casadesus ou le jeu de l'amour et du théâtre, film documentaire de 30 min, tourné en 2006, diffusé sur la chaîne de service public France 2, projeté en avant-première le 12 mars 2007 au studio-théâtre de la Comédie-Française.
- L'Appel des routes, film documentaire de 30 min sur Robert Louis Stevenson et les motards chrétiens dans les Cévennes, diffusé sur France 2 le 19 décembre 2005, obtient la meilleure audience de l'année 2005 de Présence protestante.

## Radio
- 2004-2010 : rédactrice en chef de programmes sur Canal Académie, la première radio académique de l'Institut (l'Académie française) sur internet.

## Télévision
- 1975-1979 : journaliste et animatrice des programmes pour la jeunesse sur Antenne 2.
- 1976-1980 : journaliste et animatrice du magazine hebdomadaire d'actualité animale Des animaux et des hommes sur Antenne 2.
- 1976-1989 : présentatrice des programmes d'Antenne 2.
- 1980-1981 : journaliste et animatrice du magazine de reportages sur le monde et ses sociétés Itinéraires sur Antenne 2.
- 1982-1983 : journaliste et animatrice de plusieurs séries d'émissions produites par le Centre national d'éducation pédagogique sur Antenne 2.
- 1984-1985 : rédactrice et présentatrice des programmes de TV5.
- 1987 : coproductrice et animatrice de trois heures d'émissions quotidiennes matinales sur Antenne 2, Matin bonheur.
- 1992-1997 : rédactrice en chef et animatrice d'un magazine d'actualité mensuel sur France 2, le dimanche matin Horizons protestants.
- 1997-1999 : rédactrice en chef et animatrice d'une émission mensuelle sur France 2, le dimanche matin Le magazine.
- 1997-2004 : rédactrice en chef et animatrice de six émissions annuelles sur France 2, le dimanche matin Paraboles.
- 1999-2004 : rédactrice en chef et animatrice d'une émission mensuelle sur France 2, le dimanche matin Mot à mot.
- octobre 1999 : coauteur et journaliste de Carnets de route en Arménie, film-reportage de 30 min sur la vie après le tremblement de terre, diffusion France 2.
- avril 2000 : coauteur et journaliste de J'étais en prison, film-reportage de 30 min sur la réinsertion après la prison, diffusion France 2.
- mai 2000 : coauteur et journaliste de Le Projet bridge, film-reportage de 30 min sur un rassemblement œcuménique de jeunes, diffusion France 2.
- octobre 2000 : coauteur et journaliste de Les Anges du ciel, film-reportage de 30 min avec les spationautes Claudie André-Deshays et Jean-Pierre Haigneré, diffusion France 2.
- mai 2001 : coauteur et journaliste de On n'est pas des handicapés, film-reportage de 30 min, diffusion France 2.
- juin 2001 : coauteur et journaliste de Les Femmes du palais, film-reportage de 30 min sur un foyer d'accueil, diffusion France 2.
- janvier 2002 : coauteur et journaliste de Journée mondiale de la prière, film-reportage de 30 min, diffusion France 2.
- février 2002 : auteur et réalisatrice de Réflexions autour du Notre Père, film documentaire de 30 min avec Jean d'Ormesson, Stéphane Zagdanski, diffusion France 2, TSR.
- mars 2002 : auteur et réalisatrice de Il faut comprendre pour croire, film documentaire de 30 min produit par les Éditions Gallimard, diffusion France 2 TSR.
- août 2002 : auteur et réalisatrice de Résurrection, film documentaire de 30 min avec Éric-Emmanuel Schmitt, Philippe Sollers sur le mal, la souffrance, la prédestination, diffusion France 2, TSR.
- septembre 2002 : coauteur et journaliste de Qui a peur des homosexuels, film-reportage de 30 min diffusion France 2.
- décembre 2002 : coauteur et journaliste de Castellion, le Juste des nations, film-reportage de 30 min, portrait d'un réformateur iconoclaste diffusion France 2.
- janvier 2003 : coauteur et journaliste de Regards sur la Bible, film-reportage de 30 min, diffusion France 2.
- février 2003 : coauteur et journaliste de Des cailloux dans la bouche, film-reportage de 30 min, sur une pasteur d'origine maghrébine, diffusion France 2.
- juillet 2003 : auteur et réalisatrice de Schmid et Schmitt, film documentaire de 30 min avec Éric-Emmanuel Schmitt sur le mal, la souffrance, la prédestination, diffusion France 2, TSR.
- septembre 2003 : coauteur et journaliste de Festival de musique à Saintes, film-reportage de 30 min, diffusion France 2.
- décembre 2003 : coauteur et journaliste de Le Mystère Jean-Sébastien Bach, trois films documentaires de 90 min sur la spiritualité du compositeur, diffusion France 2, TSR.
- avril 2004 : coauteur et réalisatrice de Les Rêves dans la Bible, film documentaire de 30 min sur les rêves dans la littérature spirituelle et sacrée, diffusion France 2 TSR.
- janvier 2005 : coauteur et journaliste de Les dieux ne sont jamais loin, film-reportage de 30 min sur l'antique croyance avec Lucien Jerphagnon, diffusion. France 2.
- janvier 2005 : coauteur et réalisatrice de Songes et paroles divines, film documentaire de 30 min avec Odon Vallet, Éric-Emmanuel Schmitt, diffusion France 2.
- 9 janvier 2005 : coauteur et journaliste de Des banques pour les pauvres, film-reportage de 60 min sur le microcrédit en Roumanie, au Pérou, Nicaragua, Bolivie, en Mauritanie, en Inde du sud-est, diffusion France 2, TSR, Rai Uno.
- 7 février 2005 : auteur et réalisatrice de Jeunes, beaux et virtuoses, film-portrait de 52 min consacré à 5 jeunes instrumentistes, virtuoses internationaux, diffusion Mezzo.
- 14 février 2005 : auteur et réalisatrice de Jeunes, beaux et virtuoses, film-portrait de 52 min consacré à 7 jeunes instrumentistes, virtuoses internationaux, diffusion Mezzo.
- 20 février 2005 : coauteur et réalisatrice de Songes et parole divine, film documentaire de 30 min sur les songes et rêves dans la littérature spirituelle et sacrée, diffusion France 2, TSR.
- 17 avril 2005 : réalisatrice, auteur de Il fait Dieu, film portrait de 30 min consacré à l'écrivain, scénariste Didier Decoin, diffusion France 2, TSR.
- 22 mai 2005 : réalisatrice, coauteur de 1905, une loi d'hier pour aujourd'hui, film documentaire de 30 min sur la loi de séparation de l'Église et de l'État, diffusion France 2.
  - 3 juillet 2005 : réalisatrice coauteur de Délation, film documentaire de 30 min revisitant la notion de délation, son utilisation par l'homme dans le passé et à l'avenir, diffusion France 2 (distinction mentionnée ci-dessus).
- 29 septembre 2005 : réalisatrice, coauteur de Des arbres et deux testaments, film documentaire de 30 min sur les arbres dans le Premier et le Deuxième Testament, diffusion France 2.
- 19 décembre 2005 : réalisatrice, auteur de L'appel des routes, film documentaire de 30 min sur Robert Louis Stevenson et les motards chrétiens dans les Cévennes, diffusion France 2 (meilleure audience de l'année 2005 pour Présence protestante).
- 29 janvier 2006 : réalisatrice, auteur de L'émotion musicale, film documentaire, portrait de 30 min consacré à Jean-Claude Casadesus, directeur et chef de l’Orchestre national de Lille, diffusion France 2.
- 23 avril 2006 : réalisatrice, coauteur de Sartre : des mots pour Dieu ou diable, film documentaire de 30 min, sur l'athéisme protestant de Jean-Paul Sartre, diffusion France 2.
- 30 juillet 2006 : réalisatrice, coauteur de Jean-Jacques Rousseau ou la Religion naturelle, film-documentaire de 30 min sur cet esprit pionnier dans bien des domaines, diffusion France 2.
- 29 octobre 2006 : réalisatrice, coauteur de Les Non-dits, film documentaire de 30 min. Réflexion sur les parts d'ombre de nos vies, diffusion France 2.
- 31 décembre 2006 : réalisatrice, coauteur de L'identité capturée, film documentaire de 30 min. Réflexion sur l'entrée de la biométrie dans nos vies citoyennes, diffusion France 2.
- 18 mars 2007 : réalisatrice, auteur de Gisèle Casadesus ou le jeu de l'amour et du théâtre. Film-portrait de 30 min de cette comédienne honoraire de la Comédie-Française qui vient de fêter ses 94 ans et de faire publier ses mémoires, diffusion France 2.
- 27 juillet 2007 : réalisatrice, coauteur de Marie Dentière, film documentaire de 30 min. Réhabilitation de l'une des toutes premières figures féminines de la Réforme, restée dans l'ombre des grands Réformateurs au XVIe siècle, diffusion France 2.
- 18 novembre 2007 : réalisatrice, auteur d’Abram est Abraham, film documentaire de 30 min qui pose la question : est-ce qu'une histoire biblique doit être historique pour avoir quelque chose à nous dire ? Abraham, le père des 3 religions du Livre est-il un personnage mythique ? Diffusion France 2.
- 16 décembre 2007 : réalisatrice, coauteur de L'harmonie du monde, film documentaire de 30 min qui rend hommage à l'astrophysicien du XVIe siècle Johannes Kepler dont les lois mathématiques sont encore utilisées par la NASA, et qui souligne la dimension cosmique de l'humain, poussière d'étoiles, diffusion France 2.
- 16 mars 2008 : réalisatrice, coauteur d’Addiction, mon amour addiction, mon enfer, film documentaire de 30 min qui pose la question : qu’est-ce qu'une addiction ? Pourquoi entre-t-on en addiction ? La foi serait-t-elle aussi une addiction ? Diffusion France 2.
- 27 juillet 2008 : réalisatrice, coauteur de Visions du réel, film documentaire de 30 min, tourné au Festival international du film documentaire de Nyon en Suisse. Diffusion France 2.
- 31 août 2008 : réalisatrice, coauteur de Jeanne d'Albret, reine des huguenots, film documentaire, reconstitution historique de 30 min sur la reine de Navarre, nièce de François Ier, mère d’Henri IV tourné aux châteaux de Plessis-lès-Tours, de Pau, de Nérac, de Langeais, et dans la ville de La Rochelle. Diffusion France 2.